# 태생

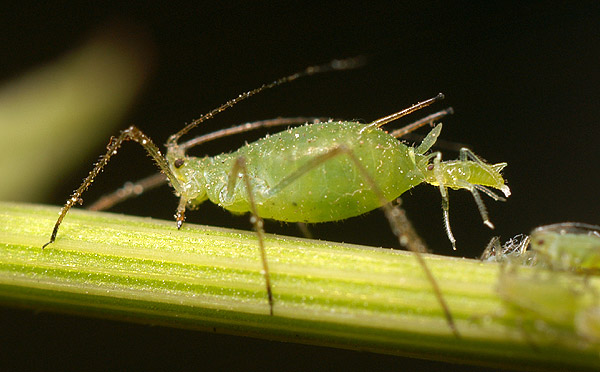
태생을 하는 진딧물.

태생(胎生)은 두 가지 의미가 있다. 동물에서는 어미 몸 안의 배의 발달을 통한 출생을 의미한다. 이는 알을 낳는 난생과는 대비된다. 식물에서는 간섭 없이 시작부터 발달하는 싹처럼 배를 통해 생식하는 것을 뜻한다. 이는 씨로부터 외부적으로 싹이 트는 것과는 반대된다.

## 참조
- Wang Y, Evans SE. 2011. A gravid lizard from the Cretaceous of China and the early history of squamate viviparity. Naturwissenschaften DOI: 10.1007/s00114-011-0820-1

## 같이 보기
- 난생
- 난태생